# 13
Cette page concerne l'année 13  du calendrier julien. Pour l'année 13 av. J.-C., voir 13 av. J.-C. Pour le nombre 13, voir 13 (nombre). Pour les autres significations, voir 13 (homonymie).
L'année 13 est une année commune qui commence un dimanche.

## Événements
- 3 avril : testament d'Auguste. Il rédige également son testament politique, les Res gestae[1].

- Renouvellement pour dix ans de l’imperium d’Auguste[2].
- Tibère reçoit la puissance tribunitienne[3]. Il reçoit également d’Auguste l’imperium proconsulare aequum, c'est-à-dire la gestion absolue de toute l'administration provinciale[4].
- Tibère envoie Germanicus en Germanie pour qu'il venge la défaite romaine que Varus a subie sur le Rhin en 9 à la bataille de Teutobourg, mais il interdit à ce dernier de conquérir la rive droite du fleuve.
- Osroène : début du second règne du roi Abgar V (Ukomo Bar Ma'Nu) d'Édesse (fin en 50). Il aurait entretenu une correspondance avec Jésus de Nazareth et se serait converti au christianisme, baptisé par Thaddée[5].